# Agrotis suffusa
Agrotis suffusa là một loài bướm đêm trong họ Noctuidae.